# I'M FREE (a flood of circleのアルバム)
『I'M FREE』（アイム・フリー）は、a flood of circle5枚目のアルバム。

## 概要
- 2012年にレーベル移籍後、初のフル・アルバム。
- 「God Speed You Baby」は気仙沼サンマフェスティバルで出会った男の子との出会いがモチーフになっている[1]。
- 「Diamond Rocks」は渡邉、「Beer! Beer! Beer! 」はHISAYOのことを唄った曲。
- 「月面のプール」は以前から佐々木は弾き語りで唄っていた。バンドで録ることを決め、ストリングスを入れた[1]。
- 「Beer! Beer! Beer!」の冒頭には缶ビールを開ける音が入っている。これはその日最後の曲だったので、佐々木とHISAYOが呑んでレコーディングしたため。渡邉は呑まなかった[1]。
- 「理由なき反抗(The Rebel Age) -Never Mind The Bollocks ver.」には、勝手にしやがれから田中和と田浦健のホーン隊が参加[2]。
- ジャケットは「“着せ替えフリー”ジャケット仕様」となっており、ミュージック・ジャケット大賞2014で、一次審査で最も得票数の多い、特別賞を受賞した[3]。

## 収録曲
CD（初回限定盤・通常盤共通）
1. I'M FREE - 02:45
2. Dancing Zombiez  - 03:14
3. ロックンロールバンド  - 03:17
4. All The Young Rock'N'Rollers  - 02:13
5. The Future Is Mine  - 03:29
6. オーロラソング  - 02:37
7. Blues Never Die(ブルースは二度死ぬ)  - 04:01
8. God Speed You Baby  - 02:36
9. Diamond Rocks  - 04:10
10. 月面のプール -Naked ver.-  - 05:19
11. Beer! Beer! Beer!  - 01:32
12. 理由なき反抗(The Rebel Age) -Never Mind The Bollocks ver.-  - 03:50

DVD(初回限定盤のみ）
1. Dancing Zombiez - for on air edition -
2. The Future Is Mine(ミュージックビデオ)  -
3. I'M FREE(ミュージックビデオ)  -
4. 理由なき反抗(The Rebel Age)(ミュージックビデオ)  -
5. Dancing Zombiez - unrated edition -
6. The Future Is Mine - studio live edition -